# Плосконосый плавунчик

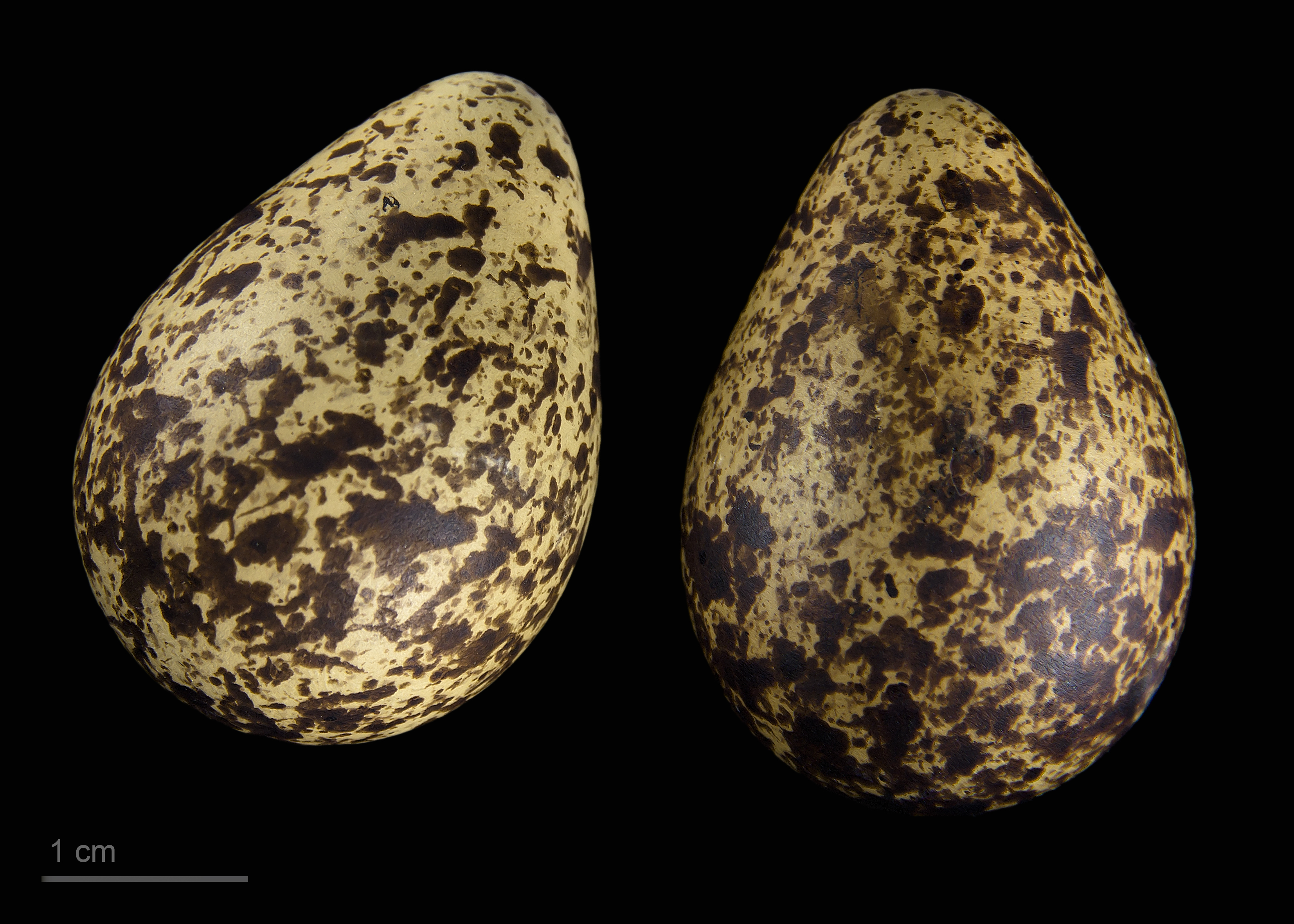
яйцо Phalaropus fulicarius - Тулузский музей

Плосконо́сый плаву́нчик (лат. Phalaropus fulicarius) — птица из рода плосконосые плавунчики (Phalaropus) семейства бекасовых (Scolopacidae). Распространён в арктических регионах Евразии и Северной Америки. Это перелётная птица, что необычно для куликов, мигрирует в основном по океаническим маршрутам, зимует в тропических морях. Возвращаются обратно с конца мая до второй половины июня.

## Описание
Плосконосый плавунчик составляет около 21 см в длину, с дольчатыми пальцами и прямым клювом, который несколько толще, чем у круглоносого плавунчика (Phalaropus lobatus). Масса самца 42—51 г, самки — 57—60 г. Длина крыльев 12—14 см. 

## Размножение
Самки во время сезона размножения имеют чёрную окраску на верхней части тела и красную окраску — на нижней, с белым пятном на щеке. Клюв жёлтый, с чёрным наконечником. Молодые особи светло-серые или коричневые с верхней части, нижняя часть тела цвета кожи буйвола, на глазах находятся тёмные пятна. Зимой оперение серо-белое.
Самки более крупные по размерам, чем самцы. Они преследуют самцов, конкурируют за территорию для размножения и активно защищают свои гнёзда. 

### Гнездо
Гнездо располагается рядом с водой. Самка откладывает от трёх до шести оливково-чёрных яиц и мигрирует на юг, после чего насиживать яйца начинает самец. Птенцы, как правило, способны сами себя прокормить, а летать могут уже к 18 дням жизни.

## Питание
Во время питания плосконосые плавунчики часто плавают в небольшом, быстром кругу, образуя слабый водоворот. Иногда летают в воздухе, вылавливая насекомых. В открытом океане кормятся неподалёку от популяций китов. Вне сезона гнездования часто путешествуют в стаях. Пища состоит из мелких животных, но если еды не хватает, то также из овощей. 
Плосконосые плавунчики очень часто могут быть ручными и легко привыкающими к человеку.

## Галерея
| |  |  |  |
| Слева направо: 1 — общий вид плосконосого плавунчика в летнем оперении; 2 — зимнее оперение; 3 — летний ареал; 4 — зимний ареал |  |  |  |